# Gibbosaverruca gibbosa
Gibbosaverruca gibbosa är en kräftdjursart som först beskrevs av Hoek 1883.  Gibbosaverruca gibbosa ingår i släktet Gibbosaverruca och familjen Verrucidae. Inga underarter finns listade i Catalogue of Life.